# Oscar Højlund
Oscar Winther Højlund (Copenhague, 4 de enero de 2005) es un futbolista danés. Juega de mediocentro y su equipo actual es el Eintracht Fráncfort de la Bundesliga, máxima categoría del fútbol alemán.

## Trayectoria
Debutó como profesional el 22 de julio de 2023, el entrenador Jacob Neestrup lo hizo ingresar al final del partido para enfrentar a Lyngby BK y ganaron 1-2 en el Lyngby Stadion ante más de 9500 espectadores. Disputó su primer encuentro oficial con 18 años y la camiseta número 39.
En su primera temporada como profesional jugó 23 partidos, su equipo finalizó la temporada regular en segundo lugar, pero en el grupo del campeonato consiguieron el primer puesto y se coronaron campeones de la Superliga de Dinamarca 2022-23.
El 10 de julio de 2024 fue fichado por Eintracht Fráncfort, estableció vínculo con los alemanes hasta 2029.

## Selección nacional
Ha sido internacional con la selección de fútbol de Dinamarca en las categorías juveniles sub-17, sub-18, sub-19 y sub-21.

## Estadísticas

### Clubes
Actualizado al último partido citado el 17 de mayo de 2025.
| Club                           | Div.          | Temporada     | Liga  | Liga  | Liga   | Copas nacionales | Copas nacionales | Copas nacionales | Copas internacionales | Copas internacionales | Copas internacionales | Total | Total | Total  |
| Club                           | Div.          | Temporada     | Part. | Goles | Asist. | Part.            | Goles            | Asist.           | Part.                 | Goles                 | Asist.                | Part. | Goles | Asist. |
| ------------------------------ | ------------- | ------------- | ----- | ----- | ------ | ---------------- | ---------------- | ---------------- | --------------------- | --------------------- | --------------------- | ----- | ----- | ------ |
| F. C. Copenhague Dinamarca     | 1.ª           | 2022-23       | 0     | 0     | 0      | -                | -                | -                | -                     | -                     | -                     | 0     | 0     | 0      |
| F. C. Copenhague Dinamarca     | 1.ª           | 2023-24       | 11    | 0     | 1      | 4                | 0                | 0                | 8                     | 0                     | 0                     | 23    | 0     | 1      |
| F. C. Copenhague Dinamarca     | Total club    | Total club    | 11    | 0     | 1      | 4                | 0                | 0                | 8                     | 0                     | 0                     | 23    | 0     | 1      |
| Eintracht Fráncfort · Alemania | 1.ª           | 2024-25       | 20    | 1     | 0      | 2                | 0                | 0                | -                     | -                     | -                     | 22    | 1     | 0      |
| Eintracht Fráncfort · Alemania | 1.ª           | 2025-26       | 0     | 0     | 0      | -                | -                | -                | -                     | -                     | -                     | 0     | 0     | 0      |
| Eintracht Fráncfort · Alemania | Total club    | Total club    | 20    | 1     | 0      | 2                | 0                | 0                | 0                     | 0                     | 0                     | 22    | 1     | 0      |
| Total carrera                  | Total carrera | Total carrera | 31    | 1     | 1      | 6                | 0                | 0                | 8                     | 0                     | 0                     | 45    | 1     | 1      |
| 1. 2.                          |               |               |       |       |        |                  |                  |                  |                       |                       |                       |       |       |        |

### Selección
Actualizado al último partido citado el 22 de junio de 2025.
| Selección         | Temporada         | Continental | Continental | Continental | Mundial | Mundial | Mundial | Amistosos | Amistosos | Amistosos | Total | Total | Total  |
| Selección         | Temporada         | Part.       | Goles       | Asist.      | Part.   | Goles   | Asist.  | Part.     | Goles     | Asist.    | Part. | Goles | Asist. |
| ----------------- | ----------------- | ----------- | ----------- | ----------- | ------- | ------- | ------- | --------- | --------- | --------- | ----- | ----- | ------ |
| Sub-17 Dinamarca  | 2021-22           | 8           | 0           | 1           | —       | —       | —       | 6         | 1         | 0         | 14    | 1     | 1      |
| Sub-17 Dinamarca  | Total sel.        | 8           | 0           | 1           | 0       | 0       | 0       | 6         | 1         | 0         | 14    | 1     | 1      |
| Sub-18 Dinamarca  | 2022              | —           | —           | —           | —       | —       | —       | 5         | 0         | 0         | 5     | 0     | 0      |
| Sub-18 Dinamarca  | 2023              | —           | —           | —           | —       | —       | —       | 5         | 0         | 0         | 5     | 0     | 0      |
| Sub-18 Dinamarca  | Total sel.        | 0           | 0           | 0           | 0       | 0       | 0       | 10        | 0         | 0         | 10    | 0     | 0      |
| Sub-19 Dinamarca  | 2023-24           | 6           | 1           | 0           | —       | —       | —       | 5         | 0         | 0         | 11    | 1     | 0      |
| Sub-19 Dinamarca  | Total sel.        | 6           | 1           | 0           | 0       | 0       | 0       | 5         | 0         | 0         | 11    | 1     | 0      |
| Sub-21 Dinamarca  | 2024-25           | 1           | 0           | 0           | —       | —       | —       | 0         | 0         | 0         | 1     | 0     | 0      |
| Sub-21 Dinamarca  | Total sel.        | 1           | 0           | 0           | 0       | 0       | 0       | 0         | 0         | 0         | 1     | 0     | 0      |
| Total selecciones | Total selecciones | 15          | 1           | 1           | 0       | 0       | 0       | 21        | 1         | 0         | 36    | 2     | 1      |
| 1.                |                   |             |             |             |         |         |         |           |           |           |       |       |        |

## Palmarés

### Títulos nacionales
| Título                 | Equipo           | País      | Año  |
| ---------------------- | ---------------- | --------- | ---- |
| Superliga de Dinamarca | F. C. Copenhague | Dinamarca | 2023 |